# 芒特普莱森特皇家空军基地
芒特普莱森特皇家空军基地（又称Mount Pleasant Airport、Mount Pleasant Complex或MPA），又譯快活嶺皇家空軍基地，是在英國海外領土福克兰群岛上的英國皇家空軍基地。该机场是英国南大西洋群岛部队（BFSAI）的一部分，座右铭是“捍卫权利”（英語：Defend the right）；与之相对的，福克兰群岛的座右铭是“渴望权利”（英語：Desire the right）。这里有1000至2000名英国军人居住，位于东福克兰岛，福克兰群岛首府斯坦利西南约33英里（53）处。基地中800米的走廊连接着车站的军营、食堂和娱乐福利区，是世界上最长的走廊，被人员戏称为“死星走廊”（英語：Death Star Corridor）。
除軍用外，此機場亦會開放予部分民用航班，以及由英國國防部營運的每周兩班往來英國布萊茲諾頓空軍基地的航班。
1985年5月12日，约克公爵安德鲁王子于1985年5月12日主持芒特普莱森特的开幕典禮，并于次年全面投入使用。该站是英国在福克兰战争后为加强福克兰群岛防务而建造的。它是最新的皇家空军驻地，取代了以前在斯坦利港机场的皇家空军设施。

## 驻扎部队

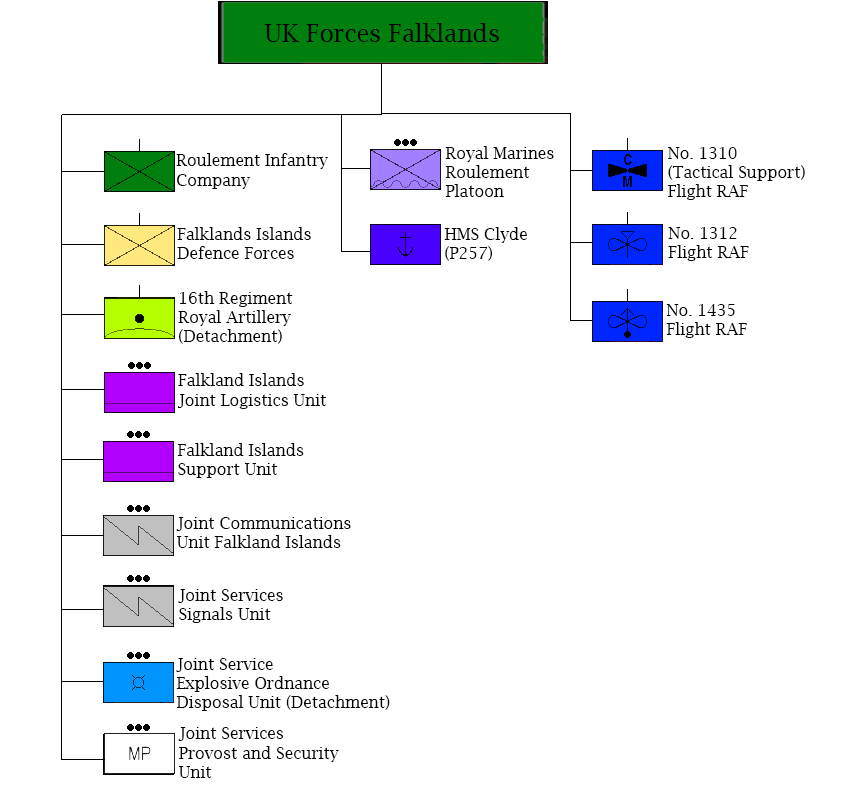
联合王国部队（福克兰群岛）

驻扎在芒特普莱森特皇家空军基地的部队如下：

### 英國皇家空军
- 第905遠征航空大隊（英语：No. 905 Expeditionary Air Wing (United Kingdom)）
  - 第1312分隊（英语：No. 1312 Flight RAF） – 1x 旅行者KC2 and 1x 空中巴士A400M Atlas C1
  - 第1435分隊（英语：No. 1435 Flight RAF） – 4x 颱風FGR4

### 英國陸军
- 步兵
  - 福克兰群岛鲁门特步兵连
- 皇家炮兵
  - 第16英國皇家砲兵团（分遣队）——  长剑地对空导弹

### 联合勤務单位
- 福克兰群岛联合后勤隊
- 福克兰群岛支援隊
- 福克兰群岛联合通信隊
- 联合勤務爆炸物处理隊
- 联合勤務憲兵保安隊
- 联合勤務信号隊

### 文职單位
- 英国国际直升机（英语：British International Helicopters） —— 2x Sikorsky S-61 以及 2x AgustaWestland AW189

### 航空公司與目的地
| 航空公司     | 目的地                  |
| ------------ | ----------------------- |
| AirTanker    | 布萊茲諾頓皇家空軍基地* |
| 巴西南美航空 | 季節性：聖保羅/瓜鲁柳斯 |
| 智利南美航空 | 蓬塔阿雷納斯, 聖地亞哥  |

*中途會在佛得角阿米尔卡·加布拉尔国际机场停靠加油；民用乘客需要向福克蘭群島駐英國倫敦辦事處登記留座。